# 柳原望
柳原 望（8月20日—），日本女性漫畫家，愛知縣出身。1991年，柳原望的处女作《今天也是幸福的》在LaLa DX（白泉社）上连载，获LaLa漫画家スカウトコース最高奖，此后在《LaLa》、《Melody》（都是白泉社）、《コミックフラッパー》（Media Factory）等杂志上发表作品。代表作包括《まるいち的風景》、《高杉家的便当》和《一清與千沙》系列。

## 作品
- 《一清與千沙系列（日语：一清&千沙姫シリーズ）》

1. 童話奇緣、全1冊、原名 ISBN 9573415356
2. 童話奇緣續篇、全1冊、原名 ISBN 9573441543
3. 搞怪公主、全1冊、原名 ISBN 9573441551
4. 太陽公主月亮王子、全1冊、原名 ISBN 9573441535
5. 公主的秘密、全1冊、原名 ISBN 9573459558
6. 金童玉女、全3冊、原名

1. ISBN 9573455919
2. ISBN 9573470292
3. ISBN 9573470306

- 變身公主、全3冊、原名

1. ISBN 9861150161
2. ISBN 986115017X
3. ISBN 9861171347

- 網路城戀曲、全1冊、原名 ISBN 9573489155
- 童心樂、全1冊、原名 ISBN 9861114769
- 多情殺手、全1冊、原名 ISBN 9573460853
- 時間旋律、全1冊、原名 ISBN 957342469X
- 陽光家族、全2冊、原名

1. ISBN 9861104305
2. ISBN 9861107835

- 小圓奇遇記、4冊待續、原名《まるいち的風景（日语：まるいち的風景）》

1. ISBN 9573481812
2. ISBN 9573481820
3. ISBN 9577314910
4. ISBN 9577314929

- 手機小精靈、全1冊、原名
- 氣象俏女巫、全1冊、原名
- 《連鎖Modern Enigma ~ 柳原望短篇集~》、全1冊
- 高杉家的愛心便當、全10冊、原名
- 理不尽のみかた（2011年 - 2012年、『Silky』、白泉社、单行本既刊1巻后中止）
- かりん歩（日语：かりん歩）（2016年 - 2018年、《コミックフラッパー》、メディアファクトリー、单行本全4巻、全23話）
- 恋は論破できない（2020年 - 2022年、《ヤングガンガン》、史克威尔艾尼克斯、单行本既刊3巻）

## 外部連結
- 柳原望・公式web「天水花苑」／home （页面存档备份，存于） - 本人网站
- 柳原望的X（前Twitter）
- （日語）http://ch07843.kitaguni.tv/ （页面存档备份，存于）
- （日語）http://www005.upp.so-net.ne.jp/nao-chan/R006YANA.HTM （页面存档备份，存于）